# Eira Stenberg
Eira Margot Helene Stenberg (ur. 8 kwietnia 1943 w Tampere) – fińska dramaturg, pisarka. 
Ukończyła studia w Akademii Sibeliusa w Helsinkach oraz literaturę na Uniwersytecie Helsińskim. Zdobywczyni głównej nagrody Helsingin Sanomien kirjallisuuspalkinto za debiutancką nowelę „Kapina huoneessa” (1966)  oraz nagrody Eino Leino (2007).